# كلية شرطة دبي
أكاديمية شرطة دبي. أنشئت في العام 1987 بمقتضى القانون رقم ( 1) لسنة 1987. بدأت رسميا الدراسة في التاسع عشر من سبتمبر لعام 1987 ، انطلاقا من مدرسة تدريب الشرطة بإدارة الطوارئ في حينه إلى أن اكتمل مبنى الأكاديمية في شكله الحالي.
اكتملت البنية الأساسية للكلية في شهر أكتوبر من عام 1988 لدى إصدار القرار رقم 1 لسنة 1988 في شأن اللائحة الداخلية لكلية الشرطـة، وافتتحــت الكلية رسميا في الأول من أبريل عام 1989.
استقبلت الكلية طلابا من أبناء دول مجلس التعاون في العام الدراسي 88 /89، وتم قبـــول طلاب من أبناء بعض الدول العربية مثل الجمهورية العربية اليمنية والسلطة الفلسطينية في العام الدراسي 96 / 97.
واحتفلت الكلية بتخريج الدفعة الأولى من الضباط المرشحين والضباط المتفرغين الحاصلين على درجة الليسانس في القانون وعلوم الشرطة في الثلاثين من أكتوبر عام 1991.
تم معادلة درجة الليسانس الممنوحة من كلية شرطة دبي بدرجة الليسانس في الحقوق والتي تمنحها الكليات المناظرة بالجامعات المصرية بتاريخ 22/2/ 1992 ، وتم الاعتراف رسميا بأكاديمية شرطة دبي من قبل وزارة التعليم العالي والبحث العلمي للعمل في مجال التعليم العالي بموجب قرار الوزير رقم (51) لسنة 1994.
وأنشئ برنامج للدراسات العليا في القانون وعلوم الشرطة في العام الدراسي 98 / 99 وتم طرح ماجستير في القانون العام وماجستير في القانون الخاص.
تم تغيير مسمى الكلية إلى أكاديمية بتاريخ 13 /12 /2001. كما تم إضافة ماجستير في العلوم الجنائية في عام 2002.
وحصلت الأكاديمية على اعتماد برنامـــج الماجستير في القانـــون في العام الدراسي 2003 / 2004 . وفي العام 2006 تم إضافة برامج ماجستير في التخصصات الآتية : ماجستير في القانون التجاري والاستثمارات الدولية، وماجستير علوم الشرطة في إدارة الأزمات الأمنية، وماجستير علوم الشرطة في البحث الجنائي، وفي العام 2010 تم اعتماد درجة الدكتوراه في القانون وعلوم الشرطة التي تمنحها الأكاديمية.

## الأهداف
أكاديمية شرطة دبي بدأت في العام 1987 ببرنامج قانوني واحد قد خصص للطلبة المرشحين من اجل الحصول على درجة الليسانس في القانون ودبلوم علوم الشرطة. ومن ثم تم فتح باب القبول للموظفين الراغبين باستكمال دراستهم الجامعية للحصول على درجة الليسانس في القانون ليكون برنامج طلبة الدراسات المسائية نواة لتلك المبادرة.
وفي العام 1998، أطلقت الأكاديمية برنامج الماجستير في القانون العام والقانون الخاص لخريجي لكليات القانون على مستوى الدولة ودول مجلس التعاون. و نظرا للزيادة المضطردة في عدد الخريجين وعدد الطلبة الراغبين في مواصلة دراساتهم الجامعية للحصول على درجة الماجستير في القانون تم إضافة برنامج الماجستير في العلوم الجنائية في عام 2003، ومع بداية العام الأكاديمي 2007، أطلقت الأكاديمية برنامجي الماجستير في إدارة الأزمات الأمنية والبحث الجنائي لتلبية احتياجات الجهات الأمنية بالدولة لهذين التخصصين المتميزين، وقد فاق العدد المتقدم للانتظام بالدراسة في تلك البرامج.
إن الجهود السابقة التي قامت بها إدارة الأكاديمية في سعيها لإطلاق برامج أكاديمية متميزة، توج بإطلاق برامج الدكتوراه في القانون في عام 2009 لتكون بذلك أول كلية على مستوى الدولة وعلى مستوى دول مجلس التعاون لإطلاق ذلك البرنامج الذي حظي باعتماد هيئة الاعتماد الأكاديمي بالدولة.
إن استمرار عطاء الأكاديمية على مدار الخمس وعشرين عاما الماضية ماهو إلا هو دليل على نجاح رؤية وإستراتيجية القيادة العامة لشرطة دبي بالنسبة لتأهيل كوادرها البشرية في سعيها الدائم للتميز في المجالات التي تخدم أمن المواطن والدولة.

## الروابط الخارجية
- http://www.dubaipolice.gov.ae/academy_prod/index.jsp